# Peristernia angulata
Peristernia angulata is een slakkensoort uit de familie van de Fasciolariidae. De wetenschappelijke naam van de soort is voor het eerst geldig gepubliceerd in 1888 door G.B. Sowerby III.